# La Nuova Sardegna
La Nuova Sardegna («La nueva Cerdeña» en italiano) es un diario regional de Italia de la isla de Cerdeña. 

## Historia
La Nuova Sardegna fue fundada en 1891 por Enrico Berlinguer, abuelo y tocayo de Enrico Berlinguer, secretario nacional del Partido Comunista Italiano. El periódico tiene su sede en Sassari. La Nuova Sardegna fue adquirida por Gruppo Editoriale L'Espresso en 1980.
La tirada en 2008 de La Nuova Sardegna era de 59 819 ejemplares. Gruppo Editoriale L'Espresso informó que la circulación del periódico era de 42 300 copias en 2014.